# 5urprise
5urprise (em coreano: 서프라이즈; pronunciado Surprise) É um auto-descrito "primeiro grupo de atores sul-coreanos". Formado em 2013, é composto por Seo Kang-joon, Gong Myung, Yoo Il, Kang Tae-oh e Lee Tae-hwan.

## História
5urprise foi lançada pela agência de talentos Fantagio Music em setembro de 2013. Ele é composto de cinco membros do sexo masculino: Seo Kang-joon, Gong Myung, Yoo Il, Kang Tae-oh e Lee Tae-hwan. Os membros do grupo foram selecionados através da "Actor′s League" de Fantagio, um programa para descobrir os aspirantes a atores, e foram treinados por dois anos antes de debutar.
Ao contrário dos idol groups que começaram suas carreiras como cantores e, mais tarde, expandem seus esforços para atuar, a empresa fez o contrário. Como seu primeiro projeto, eles fizeram sua estréia no "After School: Lucky or Not", um drama móvel de 12 episódios com cada episódio com duração de 15 minutos, e visto através da Nate Hoppin, BTV e T-Store em smartphones e tablets. Eles jogaram cinco membros de um clube de ensino médio que se encontram com um pária (interpretado pela atriz Kim So-eun) e, ao completarem as "missões", eles criam uma amizade entre eles e expulsam a garota tímida de sua concha.
5urprise lançou o single "Hey U Come On" para a trilha sonora do drama móvel.
Antes do Pré-debut, os membros do grupo também apareceram em vídeos de música do grupo pop feminino Hello Venus. 5urprise lançou seu primeiro single em 2014, intitulado "From My Heart".

## Filmografia
| Ano  | Título                     |
| ---- | -------------------------- |
| 2013 | After School: Lucky or Not |

## Discografia

### Trilha sonora
| Ano  | Título          | Álbum                      |
| ---- | --------------- | -------------------------- |
| 2013 | "Hey U Come On" | After School Bokbulbok OST |

### Singles
| Ano  | Título            |
| ---- | ----------------- |
| 2014 | "From My Heart"   |
| 2015 | "Surprise Flight" |
| 2016 | "Shake It Up"     |